# Kō Nakajima
Kō Nakajima (japanisch 中嶋 興 Nakajima Kō; * 1941 in der Stadt Kumamoto; † 4. Februar 2025) ist ein japanischer Videokünstler.

## Leben und Werk
Kō Nakajima schloss 1958 die Asagaya-Kunstschule und 1963 sein Studium an der Kunsthochschule Tama in Tokio ab.
Bekannte Videos von Kō Nakajima sind:
- Waveforms (1989)
- Rangitoto (1988)
- Dolmen (1987)
- Mount Fuji (1984)
- Under a Bridge (1974)

Nakajimas Werk wurde mit zahlreichen Preisen ausgezeichnet.

## Ausstellungen (Auswahl)
- 1982: documenta 8, Kassel
- 1973: JapanVideoArtexhibition Museum of Modern Art, New York City